# Басов, Михаил Яковлевич
Михаи́л Я́ковлевич Ба́сов (3 [15] ноября 1892, с. Логиново Тверской губернии — 6 октября 1931, Ленинград) — русский советский психолог, один из основателей отечественной психологии, педологии, педагогической психологии, психологии личности, автор и первый в советской психологии разработчик разноуровневой концепции организации поведения, психологии деятельности, психологии личности и психологической теории развития субъекта в разных видах активной (творческой) деятельности и общения (в игровой, учебной, трудовой, научно-теоретической и др.), которая развивалась позднее С. Л. Рубинштейном, В. С. Мерлиным, Е. А. Климовым, А. Н. Леонтьевым и др. Ученик А. Ф. Лазурского.

## Биография
Родился (3 ноября (15 ноября) 1892 в селе Логиново Тверской губернии. С 1909 по 1915 прошёл обучение в основанном в 1908 г. В. М. Бехтеревым Санкт-Петербургском Психоневрологическом институте. В институте Басов слушал лекции В. М. Бехтерева, В. А. Вагнера, Н.Лосского, С.Франка. Позднее работал в Психологической Лаборатории Института под началом и научным руководством А. Ф. Лазурского. Ранние, студенческие экспериментальные работы (1913—1914) Басова «О психическом темпе», выполненные в рамках программы исследований нервно-психической деятельности В. М. Бехтерева и динамики психической активности А. Ф. Лазурского, были опубликованы в «Вестнике психологии». На II Всероссийском съезде по экспериментальной педагогике (1914) Басов выступил вместо заболевшего А. Ф. Лазурского и по его рекомендации съезду со своим докладом «О психическом темпе».
Во время Первой мировой войны Басов на протяжении двух лет служил в регулярной армии рядовым пехоты.
Профессор педологии и психологии в Государственном институте научной педагогики (ГИНП) (1924—1931) и в Ленинградском педагогическом институте им. А. И. Герцена (1925—1931).
Скончался 6 октября 1931 года в Ленинграде. Похоронен на Казачьем кладбище Александро-Невской лавры.

## Научный вклад
Специалист по педагогической психологии и один из основателей советской педологии, включавшей в себя «общую психологию» и многие другие становящиеся самостоятельными отрасли психологической и психоневрологической наук.
Создатель методики психологических наблюдений за детьми дошкольного возраста. Разработчик экспериментального изучения психических функций и целостной личности. Теоретически обосновал как одну из фундаментальных, центральных категорий генетических психологических наук термины развитие, «деятельность», по стопам А. Ф. Лазурского углубил категории и понятия «личность», «активность субъекта деятельности и общения» и другие, которые рассматривал как особые типы и структурированные формы. В частности, условные рефлексы видел лишь как часть объяснительных принципов многомерной душевной деятельности и сознания развивающегося человека.
Оппонировал сторонникам рефлексологии (Владимира Бехтерева, Ивана Сеченова и др.). Учитель Вольфа Соломоновича Мерлина.

## Семья
- Басов, Михаил Семёнович (род. 1944) — внук, российский художник, психиатр.
- Басов, Михаил Михайлович (род. 1977) — правнук, российский режиссёр-документалист, медиахудожник.

### Список произведений
- Воля как предмет функциональной психологии (1923)
  - Воля как предмет функциональной психологии. — М.: Алетейя, 2007. — 544 с. — ISBN 978-5-903354-66-5.
- Опыт объективного изучения детства. — Л.: 1924.
- Личность и профессия: К научному обоснованию выбора профессии. — М.—Л.: ГИЗ, 1926. — 68 с. — (Библиотека трудоведения). — 3,000 экз.
- Общие основы педологии.— М.-Л.: ГИЗ, 1928. — 774 с.
  - Общие основы педологии. Второе переработанное и дополненное издание./ М. Я. Басов. М.;Л.: ГИЗ, 1931.-802 с.
  - Общие основы педологии. — М.: Алетейя, 2007. — 776 с. — ISBN 978-5-903354-65-8.
- Избранные психологические произведения. — М.: Педагогика, 1975. — 432 с.
- Методика психологических наблюдений над детьми:1923.